# Храм з аркосоліями

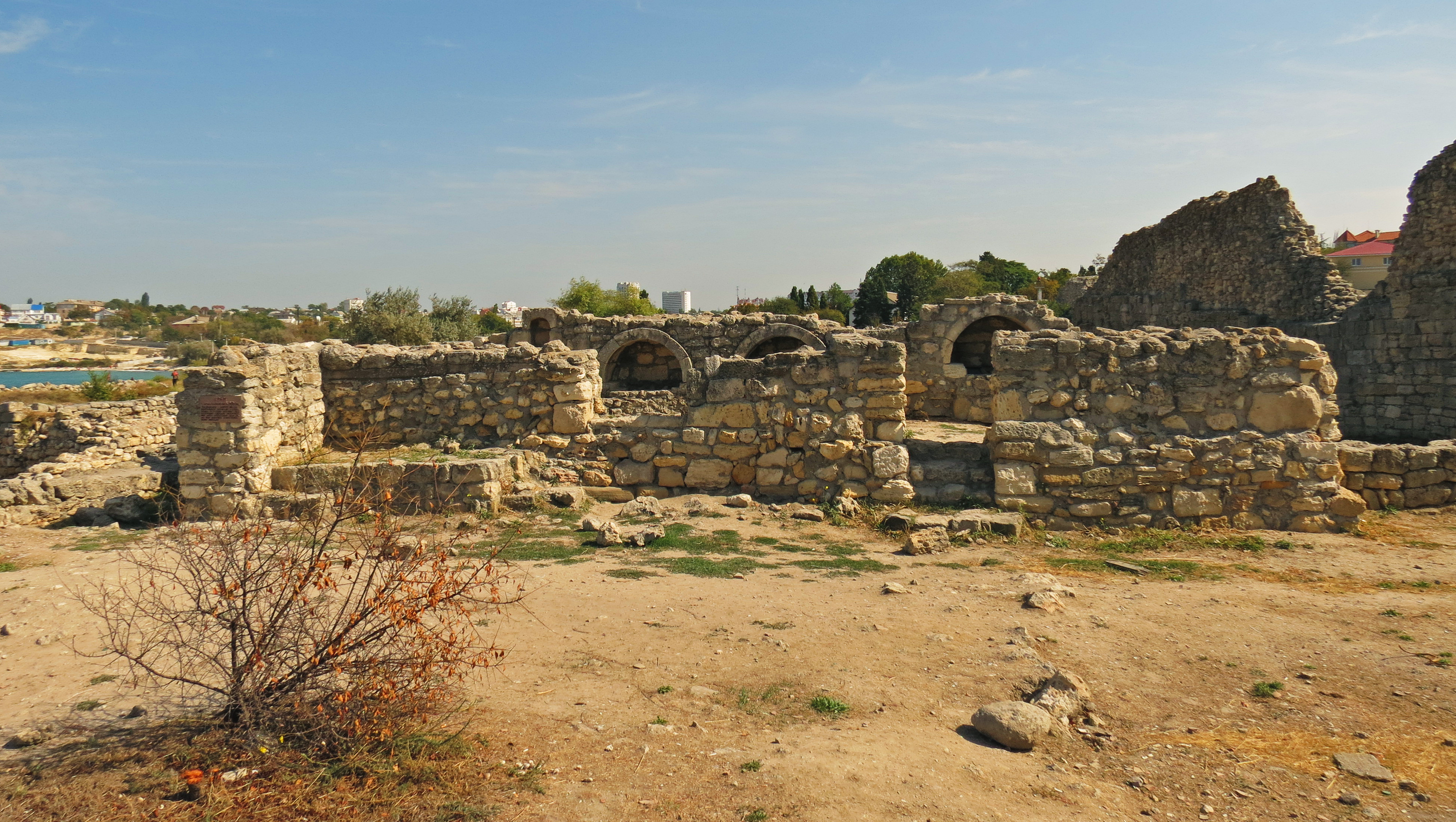
Храм з аркосоліями

Храм з аркосоліями — один з давніх християнських храмів Херсонесу Таврійського. Назва храму умовна, вона походить від розвантажувальних арок — аркосолій — залишки яких збереглися до сьогодні.

## Короткий опис
Храм було відкрито під час розкопок 1964 року, що проводилися науковцями музею-заповідника «Херсонес Таврійський», а також фахівцями з Уральського та Харківського університетів. 
Розміри храму: довжина — 10,6 м, ширина — 3,8 м. Храм має притвор, його абсида зроблена півколом. Храм орієнтований на північний захід. Стіни муровані з бутового каменю. На стінах збереглася двошарова штукатурка зі слідами розпису рожевого, чорного, жовтого, коричневого і червоного кольорів. На південно-західній стіні наоса та притвора розташовані ніші з напіввідкритим верхом. Підлога наоса вимощена мармуровими та вапняковими плитами, підлога притвора — ґрунтова. У храмі було знайдено дев'ять могил. Перекриття могил під аркосоліями складалося з трьох плит, дві бокові з яких були водночас опорами для аркового прекриття. На бордюрі однієї з аркосолій зберігся розпис: дві паралельні смуги з червоними трикутниками та точкою посередині. Стіни всіх могил викладено бутовим каменем. 
Два входи до храму знаходилися на площі, з північного боку будівлі: один до головного приміщення (наос), а інший — до притвору.
До храму з аркосоліями виходила одна з поперечних вулиць, що зв'язувала цей район з центром міста. Храм був зруйнований в XIII—XIV століттях.

## Джерело
- Л. В. Колесникова, Храм в портовом районе Херсонеса (раскопки 1963—1965) // Византийский временник т. 39, 1978, с. 160.